# Allen E. Greer
Allen Eddy Greer ist ein australischer Herpetologe. Er ist leitender Wissenschaftler am Australian Museum in Sydney.
Greer promovierte 1973 bei Ernest Edward Williams am Museum of Comparative Zoology der Harvard University und war 1974/75 Assistenzkurator in der Abteilung Herpetologie am Museum für Wirbeltierzoologie der University of California, Berkeley, bevor er an das Australian Museum ging.
Von Greer stammen die Erstbeschreibungen von 62 Arten von Reptilien, darunter 1979 die Gattung der Glatten Nachtskinke.

## Veröffentlichungen
- The biology and evolution of Australian snakes, Surrey Beatty & Sons 1997
- Encyclopedia of Australian Reptiles, Australian Museum Online 2005